# Szpital Miejski Świętej Trójcy w Płocku
Szpital Miejski Świętej Trójcy w Płocku – płocki szpital położony przy ul. Tadeusza Kościuszki 28.

## Oddziały
- Oddział Anestezjologiczny z Blokiem Operacyjnym
- Oddział Chirurgiczny Ogólny
- Oddział Chorób Wewnętrznych
- Oddział Ginekologiczno-Położniczy
- Oddział Neonatologiczny
- Oddział Ortopedyczny
- Oddział Pediatryczny
- Oddział Psychiatryczny
- Oddział Rehabilitacji Narządu Ruchu